# Nello Saltutti
Nello Saltutti (Gualdo Tadino, 18 giugno 1947 – Gualdo Tadino, 27 settembre 2003) è stato un calciatore e allenatore di calcio italiano, di ruolo attaccante o centrocampista.

## Biografia
La sua morte, avvenuta all'età di 56 anni a causa di un infarto, fu al centro di un'inchiesta aperta nel 2005 dal nucleo anti-sofisticazione dei Carabinieri di Firenze, tesa ad accertare le effettive cause del decesso di alcuni giocatori della Fiorentina degli anni 70, tra cui oltre a Saltutti anche Ugo Ferrante e Bruno Beatrice, a cui sarebbero stati somministrati farmaci non idonei durante la loro militanza in maglia viola.
Secondo la vedova di Beatrice, la morte di Saltutti sarebbe da mettere in relazione con quella di suo marito, di Ferrante e di Giuseppe Longoni; sempre secondo questa, anche le malattie degli all'epoca già scomparsi Adriano Lombardi e Massimo Mattolini (seguirà poi Giancarlo Galdiolo) sarebbero da mettere in relazione al doping negli anni in viola. Anche per Ferruccio Mazzola la morte di Saltutti sarebbe da ricondurre all'utilizzo di sostanze dopanti nelle varie squadre in cui ha militato, partendo dal sospetto e impressionante aumento di statura durante la permanenza nel Milan (in cui passò da 1,61 a 1,75), dal vistoso irrobustimento avuto ai tempi del Foggia di Tommaso Maestrelli e di quelle misteriose flebo e di quegli strani caffè di cui raccontava, oltreché ai tempi di Firenze.
Esiste in rete un museo virtuale dedicato a Saltutti; nell'agosto 2007 gli è stato intitolato un centro sportivo a Gualdo Tadino, sua città natale.

## Caratteristiche tecniche

### Giocatore
Giocò come centravanti o ala sinistra. Attaccante compatto, dotato di buona agilità e tecnica ma spesso non sufficientemente freddo sottorete.

## Carriera

### Giocatore

Saltutti alla Sampdoria a fine anni 70

Militò nelle squadre giovanili della Fiorentina e del Milan.
Il suo debutto in Serie A avvenne in maglia rossonera contro il Bologna il 15 gennaio 1967, sfida nella quale realizzò la rete del provvisorio vantaggio milanista. Successivamente indossò le casacche di Lecco, Foggia (dove subì un grave infortunio in uno scontro di gioco contro un giovane Carlo Gadaleta), nuovamente Fiorentina, Sampdoria, Pistoiese e Rimini.
Conquistò due Coppe Italia nelle edizioni 1966-1967 e 1974-1975, rispettivamente con Milan e Fiorentina, raggiungendo in maglia viola anche la finale della Coppa Anglo-Italiana 1973, e una promozione in massima categoria con la Pistoiese nella stagione 1979-1980.
Ha disputato complessivamente 522 partite mettendo a segno 155 reti, di cui 161 presenze e 41 reti in Serie A e 296 presenze e 73 reti in Serie B. Terminò la carriera come giocatore-allenatore del Gualdo, la squadra della natìa Gualdo Tadino, e quindi come responsabile del settore giovanile della medesima società.

## Palmarès

### Giocatore
- Coppa Italia: 2

Milan: 1966-1967
Fiorentina: 1974-1975